# Kevin Schroeder
Kevin Schroeder (geboren im 20. Jahrhundert) ist ein deutscher Übersetzer, Liedtexter und Musicalautor.

## Leben und Wirken
Schroeder schloss im Jahr 2003 seine Ausbildung an der „Stage School of Music, Dance and Drama“ in Hamburg ab. Er schrieb unter anderem deutsche Liedtexte für das Musical Crazy for You nach George Gershwins Girl Crazy und übersetzte gemeinsam mit Heiko Wohlgemuth die Lieder für die Musicals Aladdin, Sister Act und Natürlich blond sowie weitere Texte aus englischsprachigen Musikwerken. Er schuf eigene Stücke, darunter musikalische Märcheninterpretationen, die teilweise bei den Gebrüder Grimm Festspielen in Hanau uraufgeführt wurden. Er arbeitete auch als Liedtexter für die Schweizer Musicalproduktion Dällebach Kari, die von dem Stadtoriginal Karl Tellenbach handelt. Als Autor und Regisseur entwickelte er Konzepte für Shows auf den Kreuzfahrtschiffen der AIDA Cruises und von Hapag-Lloyd.
Er entwickelte für die Stadt Wetzlar eine moderne Musicaladaption zu Johann Wolfgang von Goethe Roman Die Leiden des jungen Werthers, die im Jahr 2015 unter dem Titel Lotte uraufgeführt wurde. Als freiberuflicher Dramaturg war er an der Entwicklung der Stücke Ich war noch niemals in New York und Der Schuh des Manitu beteiligt.
Schroeder ist Mitglied der Deutschen Musical Akademie und war 2010 gemeinsam mit Friederike Harmstorf und Robin Kulisch Gründer der „Schreib:maschine“, einer offenen Bühne zur Förderung von Komponisten und Musicalautoren in Deutschland. Einige Inszenierungen erarbeitete er gemeinsam mit dem Musicalkomponisten Marc Schubring, so beispielsweise 2019 ein Stück über die Brüder Grimm.
Im Jahr 2021 arbeitet Schroeder gemeinsam mit dem Berliner Rapper Sera Finale an der deutschen Übersetzung des von Lin-Manuel Miranda geschaffenen Musicals Hamilton.

## Werke (Auswahl)
- 2009: Der Graf von Monte Christo (deutsche Liedtexte)
- 2012: Die Tagebücher von Adam und Eva (Buch und Texte, Musik Marc Seitz)[10][11]
- 2013: Natürlich blond (deutsche Liedtexte)
- 2015: Lotte – Ein Wetzlarer Musical (Buch und Liedtexte)[12]
- 2017: Mehr – Das Musical nach Vom Fischer und seiner Frau (Buch und Libretto, Musik Marc Schubring)
- 2018: Fack ju Göhte – Das Musical
- 2019: Jacob und Wilhelm – Weltenwandler. (Buch und Liedtexte, Musik Marc Schubring)
- 2022: Hamilton (deutsche Liedtexte, gemeinsam mit Sera Finale)

Auszeichnungen
- Nominierungen für den Deutschen Musical Theater Preis 2015 in den Kategorien „Bestes Buch“ und „Beste Liedtexte“ Lotte – Ein Wetzlarer Musical[13]
- Nominierungen für den Deutschen Musical Theater Preis 2018 in den Kategorien „Beste Komposition“, „Bestes Buch“ und „Beste Liedtexte“ Fack Ju Göhte – Se Mjusicäl[14]